# Yerba Buena, Argentina
Yerba Buena är en kommunhuvudort i Argentina.   Den ligger i provinsen Tucumán, i den norra delen av landet, 1 100 km nordväst om huvudstaden Buenos Aires. Yerba Buena ligger 515 meter över havet och antalet invånare är 50 783.
Terrängen runt Yerba Buena är varierad. Runt Yerba Buena är det mycket tätbefolkat, med 6 711 invånare per kvadratkilometer.. Närmaste större samhälle är San Miguel de Tucumán, 9,4 km öster om Yerba Buena.
Runt Yerba Buena är det i huvudsak tätbebyggt.